# パナソニック サイクルテック
パナソニック サイクルテック株式会社（英文名称：Panasonic Cycle Technology Co., Ltd.）は、パナソニックグループの自転車メーカー。パナソニック34事業部のひとつで、元々松下電器グループであったが、現在は同グループではなかった松下電工→パナソニック電工の後身であるエレクトリックワークス社の配下にある。　

## 概要
パナソニックは総合電機、電気器具メーカーであるが、創業者の松下幸之助は自転車店の丁稚奉公から職業経験を始め、最初の製品が自転車用ライトだったことから電気メーカーとなって以降も、自転車本体、自転車用ライト、自転車用タイヤ（パナレーサー）などに生産している。
パナソニック サイクルテックは自転車部門を担っている。実用車から婦人用、子供用、電動アシスト、折り畳み、スポーツ車（MTB、ロード）、トラックレーサーなど多岐に渡り、手がけていないのはBMXのみである。なお、かつては少年用スポーツサイクルも手がけた。
パナソニック ホールディングスの傘下であるパナソニック サイクルテックは、電動アシスト自転車（陽のあたる坂道、ViViシリーズ）に搭載するバッテリーも製造しており、スズキはOEMを製造し、ヤマハ発動機「PAS」シリーズの3社が世界の一躍となっている。
かつてはパナソニック特選品カタログに同社の電動アシスト自転車が掲載され、電気製品の商談会であるパナソニックフェアでも展示することがあった。しかし、2014年現在、パナソニックフェアにおいて自転車の展示はせず、パナソニック特選品カタログにも掲載されていない。そのため、販売ルートは自転車販売店が主である。これは自転車の調整や整備といったアフターサービスが電器屋では行えないためである。
なおパナソニックショップでも同社の電動アシスト自転車の注文は従来通り可能である。

## 沿革
- 1952年（昭和27年）4月 - ナショナル自転車工業株式会社を設立。
- 1988年（昭和63年）- 大関の小錦より格好いいスポーツバイクがほしいとの相談があり、体重234kgの乗車に耐えうる小錦スペシャルバイク（オーダーメイドのMTB）を製作した[3]。
- 1998年（平成10年）11月1日 - JR東日本との共同開発による折り畳み自転車「トレンクル」を発売[4]。
- 2006年（平成18年）7月 - パナソニック サイクルテック株式会社に改称。

## 技術
フレームメーカーとしては老舗の一つである。1980年代はランドナー、ロードレーサー、ミキスト、デモンターブルなどのラインアップを揃えた「ラ・スコルサ・ヌーボ」シリーズ、セミオーダー車「POS」（パナソニック・オーダー・システム）で知られた。ロードレーサーの分野では、1980年代から1990年代にかけてオランダを本拠地とするロードレースチーム、Panasonicチームをスポンサードし、フレームなどの機材も供給した。このチームはツール・ド・フランスなどにも出場する強豪であった。特にチームタイムトライアルが強く、ステージ優勝もしている。また、日本国内のフレーム・完成車メーカーとしては、初めてマイヨ・ジョーヌ（総合1位）を獲得し、数日間維持したこともある（これが「レ・マイヨ」シリーズの由来である）。
トラックレーサーの分野でもNJS（日本自転車振興会。現・JKA）認定を受けたフレームを生産しており、他社と比較して安価であるため使用している競輪選手も多い。
アルミ＋カーボンフレーム全盛の現在ではどちらかというと傍流のフレームメーカーであるが、クロモリフレーム再評価の流れの中で、クロモリやチタンのオーダーメードフレーム（POS）を手頃な価格で供給し続けている同社の存在感は小さくない。
折り畳み自転車についても高い技術を持ち、トップモデルのトレンクル6500は、折り畳めばコインロッカーに収納できるサイズで、重さは6.5kgと、当時の最軽量記録を1kg更新している。
1970年代のジュニアスポーツ車ブームでは、電気メーカーとしての技術を応用し様々な電装品を開発していた。